# Laon
Laon ou, na sua forma portuguesa, Lauduno (em latim Laudunum) é uma cidade do departamento de Aisne, na França. 
A cidade apresenta várias construções medievais, a mais importante delas sendo a Notre-Dame de Laon, datando do século XII e XIII.  Na Igreja de São Martinho há uma capela antigamente usada pelos Templários.

## História
Foi construída no mesmo local onde ficava o antigo ópido dos remos, Bibrax, uma tribo belga aliada de Júlio César durante as Guerras Gálicas.